# 羽林軍廿四
關於恆星系統中其他相同拜耳命名法恆星，請參見寶瓶座τ。
寶瓶座71，即寶瓶座τ2（Tau2 Aquarii、τ2 Aqr、τ2 Aquarii），是一顆寶瓶座的恆星，視星等+4.0.。該恆星是一顆橙色的巨星，光譜類型 K5 III。它的角直徑在經過周邊昏暗修正後5.12 ± 0.05 mas。它的距離經由視差量測大約是318光年或97秒差距，半徑是太陽的53倍。

## 外部連結
- Image τ2 Aquarii